# Al-Múntassir
Abu-Jàfar Muhàmmad al-Múntassir bi-L·lah (àrab: أبو جعفر محمد المنتصر بالله, Abū Jaʿfar Muḥammad al-Muntaṣir bi-Llāh), més conegut per la primera part del seu làqab com al-Múntassir (837-862), fou califa abbàssida de Bagdad (861-862). Era fill d'al-Mutawàkkil i d'una concubina grega esclava.
Al final del regnat d'al-Mutawàkkil, el visir Ubayd Allah ibn Yahya ibn Khakan va planejar la substitució d'Abu-Jàfar Muhàmmad, designat hereu (wali al-ahd) pel seu pare, en favor d'un altre fill, al-Mútazz. Però Abu-Jàfar Muhàmmad es va anticipar i va participar en el cop d'estat de les tropes turques que van matar el califa i fou proclamat al seu lloc l'11 de desembre del 861 als 25 anys. El seu antic secretari, Ahmad ibn al-Khasib, fou nomenat visir. Aquest va pactar amb els generals turcs Wasif i Bugha al-Saghir apartar de l'escena els prínceps abbàssides que passaven a ser els primers en la línia successòria: al-Mútazz i al-Muayyad, els altres fills d'al-Mutawàkkil. Segons el costum de la venjança de sang àrab, si un d'aquestos arribava al poder havia de venjar la mort del pare. Ibn al-Khasib va fer canviar l'ordre de successió a al-Múntassir (abril del 862) i va enviar el general Wasif, que no n'estava convençut, a dirigir l'expedició d'estiu contra l'Imperi Romà d'Orient.
Va regnar només sis mesos durant els quals es va destacar per la seva justícia i va tenir en alta consideració els alides, al contrari que el seu pare, els va restituir el domini de Fadak a l'Hijaz i va permetre les seves peregrinacions. Es va posar malalt i va morir al cap de poc a Samarra vers el 29 de maig del 862. El visir, amb el suport de la guàrdia turca, va posar al tron al-Mustaín, nebot d'al-Muttawàkkil, fill del seu germà Muhàmmad.